# Event Horizon Telescope
Event Horizon Telescope (EHT) er et stort radioteleskopnet bestående af et globalt netværk af radioteleskoper og som kombinerer data fra adskillige very-long-baseline interferometri (VLBI) stationer rundt omkring på Jorden. Målet med EHT-projektet er at observere miljøet lige udenfor de supermassive sorte hullers begivenhedshorisont (på engelsk Event Horizon), med en vinkelopløsning høj nok til at kunne betragte strukturer med en størrelse af det sorte huls begivenhedshorisont. Blandt projektets observationelle mål er de to sorte huller med den tilsyneladende største vinkelstørrelse: M87* i centrum af den enorme elliptiske galakse i stjernebilledet Jomfruen; Messier 87 - og Sagittarius A* der er i Mælkevejens galaksekerne.
Det først billede af det supermassive sorte hul i centrum af galaksen Messier 87, blev offentliggjort af EHT-samarbejdet den 10. april 2019. Det sorte hul fik øgenavnet Pōwehi, der betyder "embellished dark source of unending creation" på Hawaiiansk.
Radioteleskopnet gjorde denne observation via en bølgelængde på 1,3mm og med den teoretiske diffraktion-begrænsede opløsning på 25 mikro-arcsekunder. Fremtidige planer omfatter forbedring af radioteleskopnettets opløsning ved at tilføje flere radioteleskoper og ved at anvende radiobølger med kortere bølgelængde.

## Messier 87*
Den 10. april 2019 blev det annonceret på en pressekonference i Bruxelles af Event Horizon Telescope-samabejdet, at man for første gang i historien havde taget et billede af et sort hul. Det supermassive sorte hul i centrum af M87, der benævnes M87*, er optaget ved hjælp af radio-interferometri. Man har selvfølgelig ikke lavet et billede af det sorte hul, men man har lavet billeder i falske farver fra otte radioteleskopers modtagne radiobølger med en bølgelængde på 1,3 mm (EHF; millimeterbølger) udenfor, men tæt på, det supermassive sorte huls begivenhedshorisont i centrum af galaksen M87. Via Event Horizon Telescope samarbejdet har man estimeret M87* til at have en masse på (6,5 ± 0,2stat ± 0,7sys ) × 109 solmasser. Det er en af de højeste kendte masser for sådan et objekt.

## Samarbejde
Institutioner affillieret med EHT omfatter:
- Aalto University
- Boston University
- Brandeis University
- California Institute of Technology
- Canadian Institute for Advanced Research
- Canadian Institute for Theoretical Astrophysics
- Chalmers University of Technology, Onsala Space Observatory
- Chinese Academy of Sciences
- Consejo Nacional de Ciencia y Tecnología
- Cornell University, Center for Astrophysics and Planetary Science
- European Research Council
- Google Research
- The Graduate University for Advanced Studies (SOKENDAI), Department of Statistical Science / Department of Astronomical Science
- Hiroshima University, Hiroshima Astrophysical Science Center
- Huazhong University of Science and Technology, School of Physics
- Institute of Statistical Mathematics
- Instituto de Astrofísica de Andalucía, Consejo Superior de Investigaciones Científicas
- Instituto Geográfico Nacional
- Instituto Nacional de Astrofísica, Óptica y Electrónica
- Istituto Nazionale di Astrofisica (INAF) – Istituto di Radioastronomia, Italian ALMA Regional Centre
- Istituto Nazionale di Fisica Nucleare, Sezione di Napoli
- Joint Institute for VLBI in Europe
- Kogakuin University of Technology Engineering
- Korea Astronomy and Space Science Institute
- Leiden University, Leiden Observatory
- Los Alamos National Laboratory
- Max-Planck-Institut für extraterrestrische Physik
- Nanjing University, Key Laboratory of Modern Astronomy and Astrophysics / School of Astronomy and Space Science
- National Optical Astronomy Observatory
- National Radio Astronomy Observatory
- National Sun Yat-Sen University, Physics Depatment
- National Taiwan University, Department of Physics
- Netherlands Organisation for Scientific Research
- Peking Universitet, Department of Astronomy, School of Physics / Kavli Institute for Astronomy and Astrophysics
- Rhodes University, Centre for Radio Astronomy Techniques and Technologies, Department of Physics and Electronics
- Seoul National University, Department of Physics and Astronomy
- Tohoku University, Astronomy Institute / Frontier Research Institute for Interdisciplinary Sciences
- Universidad de Concepción, Astronomy Department
- Universidad Nacional Autónoma de México, Instituto de Astronomía / Instituto de Radioastronomía y Astrofísica
- Universitat de València, Departament d'Astronomia i Astrofísica / Observatori Astronòmic
- University College London, Mullard Space Science Laboratory
- University of Amsterdam, Anton Pannekoek Institute & GRAPPA
- University of Arizona
- University of California Berkeley
- University of California Santa Barbara
- University of Chinese Academy of Sciences, School of Astronomy and Space Sciences
- University of Illinois, Department of Astronomy / Department of Physics
- University of Massachusetts Amherst, Department of Astronomy
- University of Pretoria, Department of Physics
- University of Science and Technology
- University of Science and Technology of China, Astronomy Department
- University of St. Petersburg, Astronomy Institute
- University of Tokyo, Graduate School of Science, Department of Astronomy / Kavli Institute for Physics & Mathematics of the Universe
- University of Toronto, Dunlap Institute for Astronomy and Astrophysics
- University of Waterloo, Waterloo Center for Astrophysics / Department of Physics and Astronomy
- Yonsei University, Department of Astronomy